# Járóka Sándor (prímás, 1922–1984)
Idősebb Járóka Sándor (Kisvárda, 1922. február 16. – Budapest, 1984. április 11.) prímás, zenekarvezető, a Népművészet Mestere (1955). Ifjabb Járóka Sándor cigányprímás édesapja.

## Életpályája

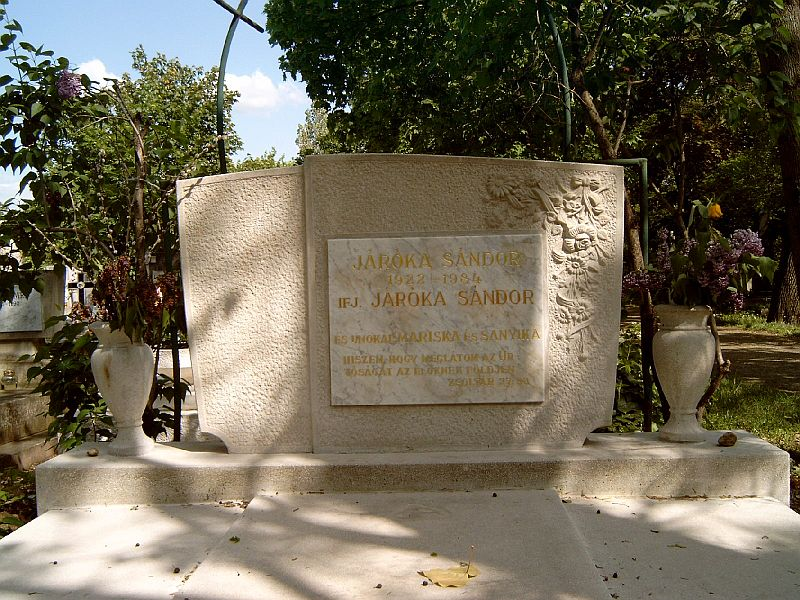
Járóka Sándor és fiának sírja Budapesten. Új köztemető: 32/1-1-1.

1932-től az aranyosi Rajkó Zenekar egyik vezető prímása. 1947-ben megalakította saját együttesét. 1952-től a Belügyminisztérium Művészegyüttesének népi zenekarát vezette, az együttessel az egész világot bejárta. A színpadi sikerek után a közönséggel való közvetlen kapcsolatra vágyott, s úgy érezte, ezt csak a jó vendéglátóhely adhatja meg. Szavai szerint a cigányzenész ne arra legyen büszke, hogy koncertezni tud, hanem arra, ha mindenkihez meg tudja találni az utat hegedűjével. 1958-ban új zenekart alakított s később ezzel nyitotta meg kapuit az újjáépített Fortuna étterem, híre járt, hogy nem lehet olyan nótát kérni tőle, amit ne tudna eljátszani.
1971-ben hathetes amerikai körutat tett héttagú együttesével, ahol Karády Katalin és Svéd Sándor is énekelt zenekarával. 1976-ban hat hónapig Detroitban, az akkor megnyílt Budapest étteremben muzsikált, 1978-ban ugyanott a Magyar Falu étterem is az ő zenekarával nyílt meg. Királyok és államfők tapsolták meg, hegedült Richard Nixon amerikai elnöknek és Hruscsov szovjet pártfőtitkárnak is, Amerikában cigánykirállyá is koronázták.
Közszeretetnek és tiszteletnek örvendő prímás volt, soha nem veszekedett senkivel, derűs szóval is célt ért. Csak a zenével akart érvényesülni, soha nem törtetett, megesett, hogy munka nélkül volt, de akkor sem alkudott meg. A magyaron kívül három nyelven angolul, oroszul és németül beszélt, figyelemmel kísérte a világ változását, de a zenében nem akart újítani. Hitvallása az volt: a cigányzenész ne akarjon kibújni a bőréből, azzal ajándékozza meg az embereket, amit ősei összegyűjtöttek, és ő hegedűjével átadhat. Mint zeneszerző is sikeres volt, legismertebb szerzeményei a Holdfény Szerenád és a Táncoló ujjak. Számos magyar filmben is szerepelt, mint például a Pirosbetűs hétköznapok és a Lila Akác.
A betegség 1984. április 11-én ütötte ki kezéből a vonót. Utolsó útjára cigányzenészek hada kísérte zeneszóval, élükön két másik nagy prímás, Lakatos Sándor és Boros Lajos haladt, sírjára a világ minden tájáról hoztak virágot.

## Hang és kép
- Id.Járóka Sándor és zenekara muzsikál (YouTube)
- Id.Járóka Sándor Szerzeménye (YouTube)
- Pirosbetűs hétköznapok filmrészlet (YouTube)